# 山岳波

山岳波を図示したもの
_{一旦山を超えた気流は冷却されて下降するものの、山麓付近で温められることから再度上昇し気流が上下に振動する様になる。}

山岳波（さんがくは）とは、重力を復元力とする波（重力波）の一種で、気流が山を越えた際に励起される。山の風下側で上下に振動し波打つように伝播するため、波状の雲として観測されることもある。山岳波は強大なエネルギーを持ち、航空機が巻き込まれると空中分解する危険があるため、航空業界では山から十分な距離を取って飛行する対策が取られている（動力を持たないグライダーでは逆に山岳波を利用して航続距離を伸ばすことがある）。

## 概要
安定成層した大気中で風が山に当たり上昇すると、気塊が膨張して断熱冷却する。このため、気塊の気温は周囲の大気の気温よりも低くなり（密度が高くなり）、擾乱のポテンシャルエネルギーを得る。山の下流側では、周囲よりも密度の高い気塊は下降し、擾乱のポテンシャルエネルギーは擾乱の運動エネルギーへと変換される。その後、ある程度下降すると今度は断熱昇温のために周囲よりも気温が高くなり再び上昇を始める。これの繰り返しにより山の風下側で気流の上下振動が現れる。